# Progeny Componentized Linux
Progeny Componentized Linux (также известный под названием Progeny Debian) — прекративший существование свободный Linux-дистрибутив, являвшийся продолжением коммерческого дистрибутива Progeny Debian, выпущенного в мае 2001 года фирмой en:Progeny Linux Systems. Progeny Linux Systems сообщили в списке рассылки 1 мая 2007 года, что они приостанавливают разработку и закрывают свой веб-сайт.
Progeny Debian был альтернативой Debian 3.1, известному как Sarge. Данный дистрибутив базировался на стандарте LSB версии 3.0, включив в себя такие технологии как Anaconda-инсталлятор, портированный из Red Hat, APT и DISCover.
Данный дистрибутив базировался на идеях свободного и открытого программного обеспечения и разрабатывался программистами со всего мира.